# Steve Bedrosian
Stephen Wayne „Steve“ Bedrosian, Spitzname Bedrock, (geboren am 6. Dezember 1957 in Methuen, Massachusetts) ist ein ehemaliger US-amerikanischer Baseballspieler in der Major League Baseball (MLB) auf der Position des Pitchers armenischer Abstammung. 1987 gewann er den Cy Young Award der National League (NL). Mit den Minnesota Twins gewann er 1991 die World Series.
Bedrosians Sohn Cameron wurde im MLB Draft 2010 von den Los Angeles Angels of Anaheim ausgewählt und spielt seit 2014 ebenfalls in der MLB.

## Werdegang
Bedrosian besuchte die University of New Haven und spielte dort Baseball. Er wurde 1978 von den Atlanta Braves gedraftet. 1981 debütierte er am 14. August im Alter von 23 Jahren gegen die Los Angeles Dodgers in der MLB. In dem Spiel pitchte Bredosian 2⁄3 Innings. Das Spiel verloren die Braves mit 0 zu 5. Die Saison 1985 war die einzige Spielzeit, in der der Rechtshänder nur als Starting Pitcher auflief. In diesem Jahr kam er auf sieben Wins, 15 Losses und setzte den Rekord für die meisten gestarteten Spiele ohne ein komplettes Spiel zu pitchen.
Bedrosian wurde am 10. Dezember 1985 zusammen mit Milt Thompson von den Braves zu den Philadelphia Phillies für Pete Smith und Ozzie Virgil getauscht und von den Phillies zu einem Relief Pitcher umgeschult. In seinem ersten Jahr als Relief Pitcher kam er auf 29 Saves. 1987 sollte sein bestes Jahr als Baseballspieler in der MLB werden. In dieser Saison kam er auf fünf Wins, drei Losses bei einer Earned Run Average von 2.83. Mit 40 Saves führte er zudem die MLB in dieser Statistik an. Aufgrund dieser Leistungen wurde ihm der Cy Young Award der NL verliehen und er wurde in das All-Star-Team der NL gewählt.
Am 18. Juni 1989 wechselte er zu den San Francisco Giants. Mit den Minnesota Twins gewann er 1991 die World Series. Am 9. August 1995 machte er sein letztes Spiel in der MLB. In diesem Spiel pitchte er 1⁄3 Innings. Das Spiel verloren die Giants mit 3 zu 9 gegen Cincinnati Reds.